# یوکی یوکوساوا
یوکی یوکوساوا (انگلیسی: Yuki Yokosawa؛ زادهٔ ۲۹ اکتبر ۱۹۸۰) جودوکار اهل ژاپن است.